# The Tenth Woman
The Tenth Woman és una pel·lícula muda de la Warner Bros. dirigida per James Flood i protagonitzada per Beverly Bayne. Basada en la novel·la homònima de Harriet Theresa Comstock adaptada per Julian Josephson, la pel·lícula es va estrenar el 5 d’octubre de 1924. Es considera una pel·lícula perduda.

## Argument
Barry Compton, un jove ranxer, salva a Willa Brookes d’un intent de suïcidi. Ella acaba esdevenint la seva majordoma i s’enamora d’ell en secret. Barry marxa de visita a l’Est deixant Willa a càrrec del ranxo. Allà ell es retroba amb Rose Ann, una “flapper” que s’ha casat, i aquesta, després de barallar-se amb el seu marit l’abandona i es presenta al ranxo. Willa creu que Barry està enamorat de Rose Ann i marxa, però és rescatada d'un accident just quan el marit de Rose Ann arriba a portar la seva dona a casa.

## Repartiment
- Beverly Bayne (Willa Brookes)
- John Roche (Barry Compton)
- June Marlowe - Rose Ann Brainherd
- Raymond McKee (Billy Brainherd)
- Charles A. Post (Donaldson)
- Gilbert Holmes (Shorty)
- Alec B. Francis (Mr. Brainherd)
- Edith Yorke (Mrs. Brainherd)